# Gail Anderson-Dargatz
Gail Anderson-Dargatz (* 1963 in Salmon Arm, British Columbia, Kanada) ist eine kanadische Schriftstellerin, die Romane und Kurzgeschichten verfasst und 1997 mit dem Ethel Wilson Fiction Prize ausgezeichnet wurde.

## Leben
Gail Kathryn Anderson wurde 1963 in Salmon, Arm, British Columbia, als jüngste von fünf Schwestern geboren und studierte Kreatives Schreiben an der University of Victoria. Im Teenageralter realisierte sie, dass ihr Vater Eric Anderson, ein Schafsfarmer, nicht ihr biologischer Vater war, was ihre Mutter bestätigte. Die Eltern ließen sich 1981 scheiden, auch wenn Eric Anderson sie nie anders als seine anderen Töchter behandelte. Ihre Mutter Irene Anderson war Schriftstellerin und bereits mit 18 Jahren verkündete Gail Anderson, dass sie die neue Margaret Laurence werden wolle, sprich eine Schriftstellerin, die vor allen Dingen das ländliche Leben von Frauen beschreiben werde. Mit Anfang 20 arbeitete sie als Reporterin, Fotografin und Cartoonistin für die lokale Tageszeitung, den Salmon Arm Observer, sandte aber weiterhin Artikel bei Schreibwettbewerben ein. Einer ihrer Wettbewerbsbeiträge erregte die Aufmerksamkeit des jurierenden Schriftstellers Jack Hodgins, der sie ermutigte den eingangs erwähnten Studiengang bei ihm zu besuchen, wo sie in der Folge ihren Bachelor of Arts ablegte. An der Universität lernte sie ihren späteren Ehemann Floyd kennen, der dort Anthropologie studierte. 1991 heirateten beide, woraufhin sie mit dem Schreiben begann und er sie finanziell unterstützte, indem er auf einer Rinderfarm arbeitete.
Ihre eigentliche literarische Karriere begann, als ein früher Entwurf von dem späteren Roman The Cure for Death by Lightning den Wettbewerb des CBC/Radio-Canada gewinnen konnte. Als sich daraufhin die Literaturagentin Denise Bukowski aus Toronto bei ihr meldete, hatte sie eine Kurzgeschichtensammlung  parat: The Miss Hereford Stories. Die in den 1960er Jahren spielenden Geschichten mit exzentrischen Figuren, die in der fiktiven Stadt Likely, Alberta spielten, wurden für die Stephen Leacock Medal for Humor nominiert. Publikationsratgeber sahen ihren Kurs hin zur ersten Veröffentlichung dennoch als Paradebeispiel für den traditionellen Weg an.
Ihr erster Roman, The Cure for Death by Lightning (1996), war ein experimentelles aber zugängliches Werk, das relativ lose zusammenhängende Handlungsfäden mit einer Sammlung von Rezepten und Haushaltstipps ihrer eigenen Mutter verband. In jenem Jahr war es einer der Bestseller in Kanada, der den Namen der Autorin bekannt machte. Der Roman stand auf der Shortlist des Scotiabank Giller Prize und war als Debüt nominiert für den Books in Canada First Novel Award. Schließlich gewann es den zu den BC Book Prizes gehörenden Ethel Wilson Fiction Prize.
Als die Schriftstellerin die Situation ihrer Eltern in ihrem Roman A Recipe for Bees widerspiegelte und ihren Eltern die Manuskripte vor der Veröffentlichung zum Lesen gab, näherten sich beide in Gesprächen wieder an und heirateten 1998 heimlich erneut und informierten ihre Töchter lediglich per Fax.
In A Rhinestone Button verarbeitete sie die Gehirnoperation ihres Mannes Floyd aus dem Jahr 1994 als Ausgangspunkt ihrer Geschichte um den christlich fundamentalistischen Rinderfarmer Job Sunstrum, der an der seltenen neurologischen Erkrankung, einer Synästhesie leidet, wodurch er Geräusche als Farben wahrnimmt. Ihr Mann hatte seit seiner Teenagerzeit Visionen, die sich schließlich nach einem Grand mal als Gehirntumor herausstellten, ihn aber mit 20 Jahren dazu bewogen hatten, als Missionar für die Baptisten nach Afrika zu gehen. Der Tumor konnte erfolgreich entfernt werden, aber er benötigte eine lange Zeit der Rekonvaleszenz, in denen er mit Bewusstseinsstörungen zu kämpfen hatte.
Ihr vorletzter Roman, Turtle Valley (2007), spielt bei Salmon Arm während eines Waldbrandes und erzählt die Geschichte von Kat, die sich gleichzeitig um ihre alten Eltern, ihr kleines Kind und einen kranken Ehemann kümmern muss. Der Roman wurde durch das Salmon Arm Fire inspiriert, bei dem die Autorin ihre eigenen Eltern hatte evakuieren müssen. Der Hauptfokus des Romans liegt nach Meinung der Schriftstellerin auf dem ungeschönten Porträt einer fürsorgenden Persönlichkeit und deren familiären Beziehungen sowie jenen Gegenständen, an denen sich Erinnerungen manifestieren: „to give an unflinching portrait of the caregiver, how very hard it is on the caregiver and on all family relationships.“
In einem Interview wurde sie gefragt, ob sie Angst vor einer Schreibblockade habe. Darauf entgegnete sie, dass sie daran nicht glauben könne, weil dahinter ein anderes persönliches Problem liege, um dessen Lösung man sich kümmern müsse, oder man einfach besser recherchieren solle. Allerdings hält sie es für kanadische Autoren schwieriger, wirtschaftlich verwertbaren Erfolg zu haben, da man nur auf einen potenziellen Markt von 30 Millionen Einwohnern spekulieren könne. Ein unabhängiger Vergleich einer Literaturwissenschaftlerin kam dementsprechend zu dem Schluss, dass Anderson-Dargatz mit Andrew Pyper, Kerri Sakamoto und Frances Itani zu jenen modernen kanadischen Autoren gehört, die im Gegensatz zu Michael Ondaatje, trotz einer wohlwollenden Aufnahme durch die Kritik in der Presse einen nicht wirklich entsprechenden Verkaufserfolg in den Vereinigten Staaten für sich verbuchen konnten, weil die Veränderungen der postkolonialen kanadischen Literaturszene von den US-Literaturwissenschaftlern nicht wirklich registriert und akzeptiert wurden.
Neben Margaret Laurence fühlt sie sich Alice Munro, Margaret Atwood und Carol Shields als literarischen Vorbildern gegenüber verpflichtet.
Gail Anderson-Dargatz lebte mit ihrem Mann Floyd und ihrem Sohn einige Jahre auf einer Farm auf Vancouver Island. Sie unterrichtet nun Kreatives Schreiben an der University of British Columbia und pendelt zwischen Manitoulin Island und der Shuswap-Region, in der ihre meisten Romane spielen.
Ihre Werke wurden bis heute ins Deutsche, Dänische, Französische, Niederländische, Spanische, Schwedische, Bulgarische, Griechische und Japanische übersetzt.
Gegenwärtig arbeitet sie zusammen mit ihrem Mentor Jack Hodgins an einem gemeinsamen Roman, The Edge, über einen Unglücksfall an einer fiktiven kanadischen Universität.

## Rezeption
Helmut Walther urteilte zu Von Blitzen, Tod und Buttercookies folgendermaßen: „Gail Anderson-Dargatz hat ein Stück ursprünglicher Literatur vorgelegt, das einen sogleich einbezieht in das Leben ihrer Figuren. Das ist kein Text mit bemüht philosophischem Tiefgang, aber wenn man den Band gelesen hat, gewinnt man den Eindruck, mehr über das Wesen des Menschen erfahren zu haben, als wenn man ein tiefsinniges Traktat rezipiert hätte. In seiner erzählerischen Dichte und poetischen Erzählweise ist der Roman ein bemerkenswertes Debüt“.
Im englischen Sprachraum wird Gail Anderson-Dargatz als Vertreterin des „magic(al) realism“ (Magischer Realismus) bezeichnet, da sie die in Kanada zu erwartenden verschiedenen Kulturströmungen in ihren Traumwelten einbaut. Die Schriftstellerin selbst relativiert dies in den meisten Interviews und führt dies auf die Verflechtung von anglo-amerikanischen Sagen und Mythen mit derjenigen der First Nations zurück. So spielt dann auch in The Cure for Death by Lightning, die Figur des Coyote die in der indianischen Sagenwelt typische Rolle des beängstigenden, gestaltwandlerischen Tricksters als Teil der Canadian Gothic. Dabei wird der Roman selbst in Kanada als klassischer Abkömmling der Gattung des Bildungsromans bezeichnet.
Neben Eden Robinson sieht man Gail Anderson-Dargatz in der kanadischen Tradition Margaret Atwoods bei der Beschreibung der Mythen der Wildnis am ehesten folgen. Außerdem steht sie nach Auffassung der englischen Literaturwissenschaft in jener Linie des kanadischen Sub-Genres, das man seit Lucy Maud Montgomerys Anne of Green Gables (1908) gemeinhin als regional idyll bezeichnet, zu dem auch Autoren des frühen 20. Jahrhunderts wie Nellie McClung und Ralph Connor ebenso gehören wie die späteren Schriftsteller Ernest Buckler, Milton Acorn, Alice Munro, Anderson-Dargatz und  Alistair McLeod, für die alle Kleinstädte und ländliche Gemeinschaften im Focus stehen.

## Werk
Kurzgeschichten
- The Miss Hereford Stories. Douglas & McIntyre, Vancouver 1994, ISBN 1-55054-160-9

Romane
- The Cure for Death by Lightning.  Alfred A. Knopf Canada, Toronto 1996, ISBN 0-385-72047-5.[24]
  - Von Blitzen, Tod und Buttercookies. Ins Deutsche übertragen von Fred Schmitz. Ullstein, Berlin 1997, ISBN 3-550-08230-4.
- A Recipe for Bees. Harmony Books, New York 1998, ISBN 0-385-72048-3.[25][26]
  - Augusta. Aus dem Englischen von Sabine Schwenk, Claassen, München 2001, ISBN 3-546-00243-1.
- A Rhinestone Button. Alfred A. Knopf Canada, Toronto 2002, ISBN 0-676-97550-X/ISBN 0-676-97549-6.
- Turtle Valley. Alfred A. Knopf Canada, Toronto 2007, ISBN 0-676-97886-X.
  - Im Tal der Schmetterlinge. Übersetzt von Beate Brammertz, btb, München 2010, ISBN 978-3-442-73994-3
- The stalker. Grass Roots Press, Edmonton 2010, ISBN 978-1-926583-29-7

## Auszeichnungen und Nominierungen
- 1992/93: CBC Radio’s Literary Competition für Kurzgeschichten: für The Girl with the Bell Necklace[27]
- 1995: nominiert für die Leacock Medal for Humor
- 1996: nominiert für den Scotiabank Giller Prize
- 1996: nominiert für den Books in Canada First Novel Award für ihr Romandebüt The Cure for Death by Lightning
- 1997: Ethel Wilson Fiction Prize für The Cure for Death by Lightning
- 1998: nominiert für den Scotiabank Giller Prize für A Recipe for Bees